# Isernino
San Isernino (o Isernius; c. 456) fue un misionero cristiano temprano de Irlanda tradicionalmente asociado con San Patricio y San Auxilio en establecer el cristianismo en el sur de la isla. Estudios más recientes le asocian no con Patricio si no con el anterior Paladio.

## Vista tradicional
Se cree que San Isernino fue britano o irlandés, y está asociado con las tierras de los Uí Cheinnselaig en Leinster. Fue originalmente nombrado Fith, y  pudo haber sido ordenado diácono en Auxerre con Patricio y Auxilio.

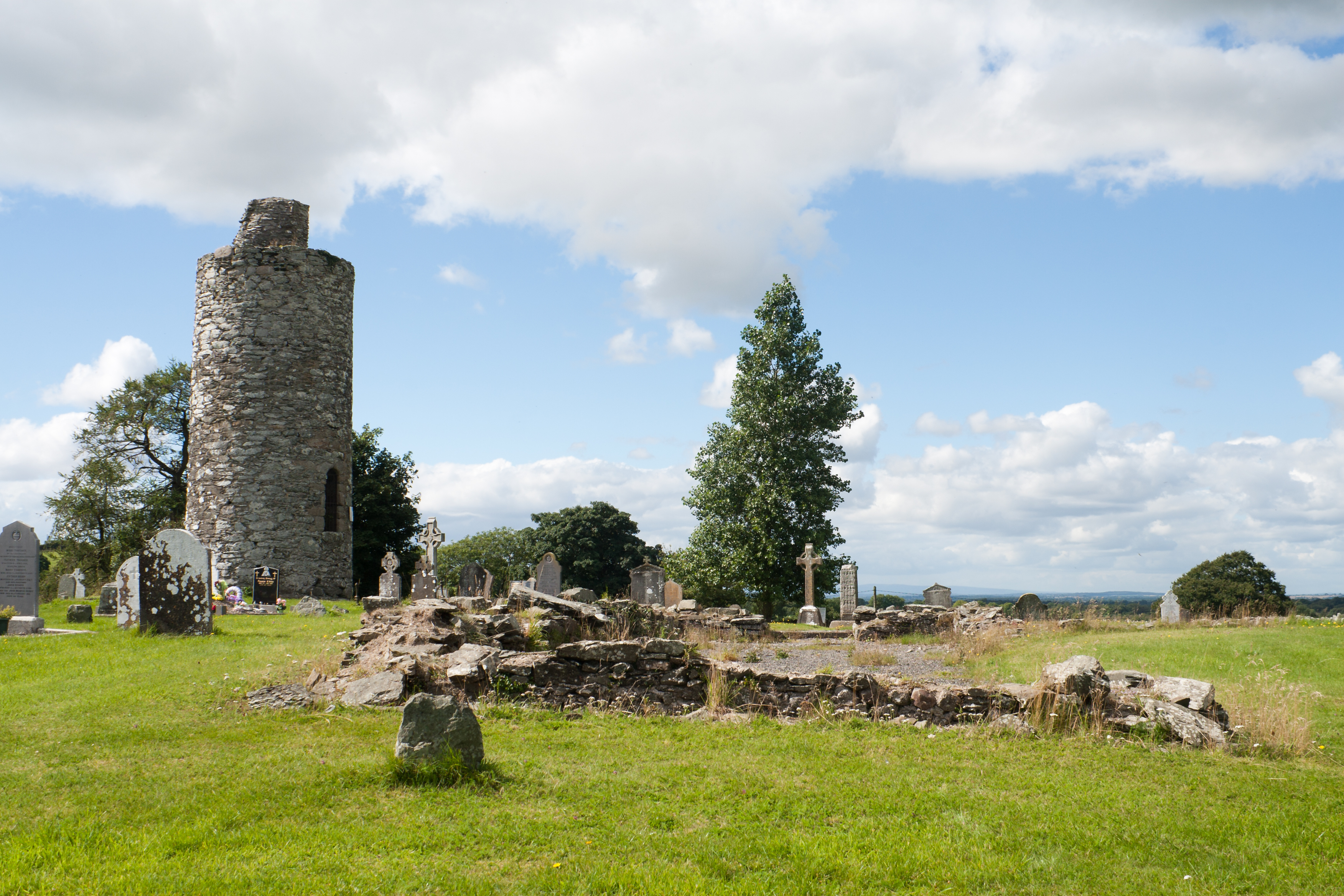
Ruinas de la antigua iglesia y torre de Kilcullen.

Isernino es referido como obispo en los Anales de Úlster, y está registrado como habiendo empezado su misión en 439. Según Patrick F. Moran, San Patricio asignó el valle del Liffey a Auxilio e Isernino.

## Estudios modernos
Según el historiador Charles Thomas, "La opinión actual está quizás más a favor de asociar a Secundino, Auxilio, e Isernino con Paladio más que con Patricio".
Una tradición en Aghade, Condado de Carlow, afirma que Isernino fundó una iglesia allí y fue más tarde enterrado en ella. Isernino es también tenido como fundador de la iglesia en Old Kilcullen, donde supuestamente fue nombrado obispo por San Patricio, posiblemente junto con San Mactail. Kilcullen comenzó como un asentamiento monástico, en el periodo alrededor de 448. La elección de la ubicación del poblamiento tal vez estuvo relacionada con el cercano Dun Ailinne, un paraje ceremonial relacionado con los reyes de Leinster.